# Informaciona pismenost
Informaciona pismenost je usvajanje adekvatnog ponašanja da se pronađu informacije, koristeći pritom bilo koji način ili medijum , koji na najbolji mogući način zadovoljava potrebe za informacijama, a koje vode mudrom i etičkom korišćenju informacija u društvu.
Lenoks i Voker (1993) opisuju da je informaciono pismena ličnost ona koja poseduje analitičke i kritičke veštine da formuliše upit za pretraživanje i proceni rezultate, kao i veštinu da pretražuje i pristupa različitim vrstama informacija da bi rešili svoje potrebe za informacijama.
Šapiro i Hju (1996) daju mnogo širi opis istog pojma:
„Nova slobodna umetnost koja obuhvata znanja o korišćenju računara i pristupu informacijama koja se kritički odražava na samu prirodu informacija, njihovu tehničku infrastrukturu i njihov društveni, kulturni i čak filozofski sadržaj i uticaj.“
Njen sopstveni koncept informacione pismenosti kao temi izučavanja sadrži:
- Modele informacione pismenosti
- Modele informacionog ponašanja (različite pristupe pretraživanju, pregledanju, interpersonalnim komunikacijama itd.)
- Karakteristike i vrste izvora informacija
- Definisanje pravilne formulacije i strategije pretraživanja kao i pronalaženje odgovaraju}ih podataka
- Ekonomski i društveni aspekt informacija kao što su vlasništvo i transfer informacija, cenzura, prezentacija, odnosno njihovo publikovanje, etičko koriš}enje itd.
- Kritičko mišenje, naročito u odnosu na informacione izvore i servise.

Najčešće citiriran model je model Krisitine Brus iz Australije. Ona je koristila fenomenografsku metodu koja obuhvata vrlo detaljne analize sa posebnim naglaskom na određenim ključnim pitanjima. Na taj način je definisala sedam različitih vidova iskustva u vezi informacione pismenosti tj. „sedam stubova informacione pismenosti“.
Stalna konferencija nacionalnih i univerzitetskih biblioteka (SCONUL) formirala je Radnu grupu za informacione veštine, koja je postavila model "7 stubova informacione pismenosti". Sedam osnovnih veština
1. Sposobnost da se prepozna potreba za informacijama
2. Sposobnost da se na različite načine izučava nepoznata oblast, poznavanje adekvatnih izvora u štampanoj ili nekoj drugoj formi (elektronskoj, digitalnoj), izbor izvora koji najviše odgovara zadatoj temi, sposobnost razumevanja zadate teme i relevatnosti u odnosu na dostupan izvor
3. Sposobnost formulisanja strategije za pronalaženje informacija usklađivanje potrebe za informacijama i odgovaraju}ih izvora, razvijanje sistematskih metoda koji su adekvatni potrebama pretraživanja razumevanje principa osnove i strukture baza podataka
4. Sposobnost da se pronađe i pristupi informacijama razvijanje odgovaraju}ih tehnika pretraživanja (npr. korišćenje logičkih operatora), koriš}enje komunikacionih i informacionih tehnologija u skladu sa uslovima međunarodne akademske mreže korišćenje odgovaraju}eg indeksnog servisa, citatnih indeksa i baza podataka sves109 no korišćenje postojećih metoda u potrazi za podacima
5. Sposobnost upoređivanja i procene dobijenih informacija iz različitih izvora, svest o potencijalnoj pristranosti i postoje}eg autoriteta, sposobnost recenzije prilikom objavljivanja radova, adekvatna selekcija dobijenih informacija u odnosu na postavljeni zahtev
6. Sposobnost organizovanja, primene i razmene informacija sa drugima na način koji je adekvatan za određenu situaciju, citiranje bibliografskih referenci u radovima i tezama izrada sopstvene bibliografije, primena informacija za trenutno rešavanje problema, poznavanje i poštovanje autorskih prava i razlikovanje plagijata
7. Sposobnost sinteze i usvajanja novih informacija što doprinosi stvaranju novog kvaliteta znanja.

SCONUL je konstruisao dijagram o različitim nivoima znanja, od početnika koji se uče osnovnim bibliotečkim i informaciono-tehnološkim veštinama, do nivoa pismenosti iskusnih stručnjaka.

## Istorijski razvoj termina
Jedan od ranih reorganizovanih modela kompjuterske u informatičku pismenost dali su 1989. godine Breivik and Gee. Oni su pod informatičkom pismenošću podrazumevali tri vrste pismenosti:
- moć pristupa informacijama;
- moć arhiviranja i čuvanja podataka;
- moć ocenjivanja informacije;

I kompjuterska i informatička pismenost deo su razvoja shvatanja nove vrste pismenosti koja je prouzrokovana upotrebom kompjuterske tehnologije i njenom neprekidnom, rastućom primenom. U delu savremene anglosaksonske teorije izbegava se upotreba informatička pismenost i radije se i češće govori o informatički pismenoj osobi. Na primer, Dojl definiše informatički pismenu osobu kao osobu koja zna koje informacije joj trebaju, koja zna da su tačne i kompletne informacije osnova za inteligentno odlučivanje i može da odredi potencijal izvora informacije, ali i da razvija uspešne strategije istraživanja. Ona pristupa izvorima i uz pomoć kompjuterske tehnologije, a poseduje sposobnost procene vrednosti informacija te može da ih integriše u svoje već postojeće znanje o nečemu. Informatički pismena osoba sposobna je da organizuje informacije za praktičnu primenu i proceni vrednost takvih informacija, a prema informacijama se odnsoi kritički.
U pokušaju da se aktuelno odredi šta je to informatička pismenost, određeni su kriteriji za informatički pismenu osobu koja:
- određuje stepen i opseg potrebnih informacija;
- pristupa potrebnim informacijama efikasno i delotvorno;
- kritički procenjuje informacije i njihove izvore i selektivno inkorporira informacije u svoje znanje i sistem vrednosti;
- efikasno koristi informacije za izvršenje posebnih namera i zamisli;
- informacije koristi etički i legalno.

Pojam informatičke pismenosti od tada je neprekidno evoluirao i danas se koristi da bi označio pre svega ono što je široko prihvaćena definicija ovog fenomena. Danas se u modernoj literaturi informatička pismenost vezuje za koncept nazvan doživotno učenje. Američki nacionalni forum o informatičkoj pismenosti u Americi 1989. pod informatičkom pismenošću označio je sposobnost da se zna kada je potrebna informacija, sposobnost da se ona identifikuje, locira, proceni i efikasno koristi za pitanja koje trenutno postoje. Za informatički pismenu osobu potrebno je ne samo da zna kada joj treba informacija već treba biti sposobna da je pronađe, identifikuje, proceni njenu vrednost i efikasno je, a pri tome se misli na adekvatno, iskoristi za određene potrebe.
Ove opsežne i precizne odrednice fenomena informatičke pismenosti u poslednje vreme iznova se vraćaju na početak, svođenjem definisanja ove vrste pismenosti na nekoliko elemenata. Tako je 2005. godine opšteprihvaćeno da je informatička pismenost znanje o tome kada i zašto trebamo informaciju, gdje je možemo naći, kako je proceniti i kako je koristiti na jedan etički način. Vašington formira jednu od prvih Komisija za visoko obrazovanje koje su akreditovane za praćenje i značaj fenomena koji nastaje- za informatičku pismenost, ali i izveštavanje, iniciranje projekta i praćenje fenomena informatičke pismenosti u SAD i u inostranstvu. To je bio prvi značajni indikator zainteresovanosti neke države za novu vrstu pismenosti, koju je uslovila sve učestalija upotreba kompjutera.

## Literatura
- Kompijuterska kultura i moderni mediji; Tatjana Tapavički-Duronjić; Filozofski fakultet Banja Luka,2008. (pp. 124-127)
- Association of College Research Libraries (2007). The First-Year Experience and Academic Libraries: A Select, Annotated Bibliography., Приступљено 20. 4. 2008.
- Barner, R. (1996, March/April). Seven changes that will challenge managers-and workers. The Futurist, 30(2), 14-18.
- Breivik. P. S., & Senn, J. A. (1998). Information literacy: Educating children for the 21st century. (2nd ed.). Washington, DC: National Education Association.
- Carpenter, J. P. (1989). Using the new technologies to create links between schools throughout the world: Colloquy on computerized school links. (Exeter, Devon, United Kingdom, 17–20 October 1988).
- Doty, P. (2003). Bibliographic instruction: The digital divide and resistance of users to technologies., Приступљено 12. 7. 2009. Архивирано на веб-сајту  (28. мај 2010)
- Doyle, C.S. (1992). Outcome Measures for Information Literacy Within the National Education Goals of 1990. Final Report to National Forum on Information Literacy. Summary of Findings.
- Eisenberg, M. (2004). Information literacy: The whole enchilada PowerPoint Presentation., Приступљено 14. 7. 2009.
- Eisenberg, M., Lowe, C., & Spitzer, K. (2004). Information Literacy: Essential Skills for the Information Age. 2nd. edition. Libraries Unlimited.
- Grassian, E. (2004) Information Literacy: Building on Bibliographic Instruction. American Libraries, 35(9), 51-53.
- National Commission of Excellence in Education. (1983). A Nation at risk: The imperative for educational reform. Washington, DC: U.S. Government Printing Office. (ED 226 006)
- National Hispanic Council on Aging. (nd). Mission statement., Приступљено 13. 7. 2009, from National Forum on Information Literacy Web site.
- Obama, B. (2009). Presidential Proclamation: National Information Literacy Awareness Month, 2009. Washington, DC: U.S. Government Printing Office., Приступљено 27. 10. 2009.
- Osborne, R. (Ed.). (2004). From outreach to equity: Innovative models of library policy and practice. Chicago: American Library Association.
- Presti, P. (2002). Incorporating information literacy and distance learning within a course management system: a case study. Ypsilanti, MI: Loex News, (29)2-3, 3-12-13., Приступљено 3. 2. 2004.
- Ryan, J., & Capra, S. (2001). Information literacy toolkit. Chicago: American Library Association.
- Schwarzenneger, S. (2009). Executive order S-06-09. Sacramento, CA., Приступљено 27. 10. 2009.